# José Tobías
José Washington Tobías (6 de enero de 1943) es un abogado, profesor y jurista argentino, doctor y especialista en Derecho Civil y escritor de la materia; de los más destacados de América del Sur.
- a) Libros:  “La   inhabilitación   en   el   Derecho   Civil”;   Editorial Abeledo Perrot.  “Fin de la existencia de las personas físicas”; Editorial Astrea.Astrea.  
“ Estudios de la parte general del Derecho Civil”, Ed. La Ley.   “ Derecho de las personas”, Ed. La Ley.  “Tratado de Derecho Civil – Parte General, 3 tomos, La Ley.  b) Libros - coautor:  “Código Civil Anotado”, Director: Alberto J. Bueres, Coordinadora: Elena Highton de Nolasco, autor de los comentarios  a los arts. 31, 103 a 109, 15 a 32 ley 14.394, 140, 158, t. 1, Ed. Hammurabi (1995) y art. 4024, t° 6B.  “ Reformas al Código Civil, Parte General”, tº 1, Directores: Atilio Alterini y López Cabana  c) Libros - Director:  Colección de análisis jurisprudencial. Elementos de derecho civil, Ed. La Ley (tuvo además a su cargo la redacción de las notas números 4, 8, 11, 15, 16, 17, 20, 22, 25, 30, 31, 32 y la co-redacción de las notas números 2, 3, 9, 10,  12, 13, 14 y 26, 2º ed., Ed. La Ley, 2005.  Código Civil y Comercial comentado. Tratado exegético. Director General Jorge H.Alterini, La Ley, Director de los Tomos I y II, 1ª edición año 2015; 2ª edición año 2016; 3ª. edición año 2018.
- d) Libros - colaboraciones:             - “ Actos de administración y actos de disposición”,  en “Derecho de Familia.  Homenaje a la Profesora María Josefa Méndez Costa”, Ed. Rubinzal Culzoni, 1990.  - Voz  “Locura” en Enciclopedia de Derecho de familia,  t° II, Directores:  Marcelo Salerno y Carlos R. Lagomarsino, Ed. Universidad, 1991.  - “Responsabilidad derivada   de la experimentación   en seres humanos”, en el libro Responsabilidad (homenaje al   Profesor Dr. Isidoro H. Goldenberg),   Ed. Abeledo Perrot (1995).  -  “ Invalidez  e   ineficacia   en  los  actos  jurídicos   y   el   Proyecto   de   Código   Civil”   en Instituciones de Derecho Privado Moderno, Ed. Abeledo Perrot, 2001
- -La enfermedad mental y su tratamiento por el derecho privado: debates y tendencias actualizadoras” en Persona humana, Dir. G.A. Borda, Ed. La Ley, 2001.
- “Acerca   del   régimen   legal   deseable   en   materia   de   responsabilidad   civil extracontractual   del   enfermo   mental”   en  Libro   de   Homenaje   a   Roberto   López Cábana, Obligaciones y contratos en los albores del siglo XXI, Ed. Abeledo Perrot, 2001.
- “ Hechos jurídicos” en Libro de homenaje a Alberto J. Bueres, Ed. Hammurabi, 2001.
- “ Abuso  de   posición  dominante”  (en   colaboración  con   Isidoro   H.   Goldenberg),   en  volumen “Los vicios de la voluntad”, serie IV – Instituto de Derecho Civil – N.º 10 – Biblioteca de la Academia Nacional de Derecho y Ciencias Sociales
- “Capacidad   jurídica   y   capacidad   de   obrar”  en  Capacidad   civil   de   las   personas, Instituto de Derecho Civil, Academia Nacional de Derecho y Ciencias Sociales, Serie IV
- “La   lesión   objetiva   subjetiva.   Perfiles   actuales.   Prospectiva”  en  Homenaje   a   los  Congresos   Nacionales   de   Derecho     Civil   (1927-1937-1961-1969),   Ed.   Academia Nacional de Derecho y Ciencias Sociales de Córdoba, 2009, t. II. o Capítulo  “Persona, derechos personalísimos y derecho del consumidor”  en  Ley de defensa del consumidor comentada y anotada, Dirs. Picasso-Vázquez Ferreira, Tomo  III, Parte Especial, Ed. La Ley (2011).
- “ La   conversión   del   negocio   inválido”  en  Libro   de   homenaje   al   Profesor   Héctor  Alegría, T. III, Ed. La Ley, 2012.
- “Derechos personalísimos” en Códigos Civil y Comercial anotados, Dirs. A. Alterini-  H. Alegría, Ed. La Ley.
- “Otro derecho para el enfermo mental”  en  Cuestiones  modernas de Derecho Civil,  Compilador J. Palmero, Ed. Advocatus.
- La   inhabilitación   judicial   en   el   Código   Civil   y   la   interdicción   por   demencia   y  sordomudez en el Código  Civil”, en Derecho de Familia y de las personas, entre el  derecho   dado   y   el   derecho   proyectado,   Director   Guillermo   J.   Borda
- La   dignitas:   principio   y   valor   constitucional.   Fundamento   de   los   derechos  personalísimos.   Límite   a   la   disponibilidad   de   los   derechos   personalísimos”,   en  Estudios de los derechos personalísimos, Obra en homenaje al Académico Dr. Santos Cifuentes, Instituto de Derecho Civil de la Academia Nacional de Derecho y Ciencias Sociales de Buenos Aires, La Ley, 2019
- El derecho personalísimo a la propia imagen y el Proyecto de Código”, en Derecho moderno, Liber Amicorum, Marcos M. Córdoba, Tomo 1, Rubinzal Culzoni.
- El derecho personalísimo a la (o de) la libertad de conciencia”, en Derecho privado del siglo XXI, Colección Francois Gény. Directores: Miguel Ángel Ciuro Caldani y Noemí Nicolau. Coordinadora: Sandra A. Frustragli, Ed. Astrea, 2019.
- “ Los   menores   de   edad   y   algunas   cuestiones   relacionadas   con   el   alcance   de   su capacidad de ejercicio”  en Los nuevos horizontes del derecho de las personas y la  familia. Liber Amicorum, Graciela Medina, Rubinzal – Culzoni, 2019.
- “La resolución por autoridad del acreedor”, en Estudios sobre contratos en Homenajeal Académico Jorge H. Alterini.
- ”Los derechos personalísimos, los avances científicos y las nuevas tecnologías” en Las  nuevas tecnologías y el Derecho, Instituto de Derecho Civil, Academia Nacional de cDerecho y Ciencias Sociales de Buenos Aires.
- “El error en los contratos (un tránsito desde la protección de la voluntad hacia la distribución   de  riesgos  de   los   intereses  de   las   personas  involucradas”,  en   Liber Amicorum-Homenaje a Luis F. Leiva Fernández; La Ley, 2020  e) Libros: Prólogo
- Al libro   “El  daño  injusto  en  la   responsabilidad  civil  (alterum    non  laedere)”   de  Miguel F. de Lorenzo,  Ed. Abeledo Perrot, 1996.  IV.-  OTRAS PUBLICACIONES
- “La  responsabilidad  extracontractual  de  las  personas jurídicas  antes y  después de  la  ley 17.711”, LA LEY-132, 1219.
- “Las leyes no se promulgan automáticamente”, LA LEY-128, 1126.
- “La doble clasificación de las nulidades y la reforma del Código Civil”,  LA LEY-135,  1351.
- ”El artículo 1316 bis: una excepción al principio nomina lista del Código Civil”,  LA  LEY-138, 1031.
- “La resolución por autoridad del acreedor”, LA LEY 1978-D, 1061 (en colaboración con Jorge A. Mayo).
- “En torno a la responsabilidad civil de los médicos”, El Derecho, t. 84-827
- “El consentimiento  del paciente  en el acto médico”,  El Derecho, t. 93-803.
- “El proceso  de inhabilitación y las reformas del Código Procesal Civil y Comercial de  la Nación”,  El Derecho,  t. 98-925
- El   fundamento   de   la   responsabilidad   civil   de   las   clínicas   y   establecimientos  asistenciales y su responsabilidad por el hecho de las cosas”,  La Ley 1983-B-1143.
- Esencia y  fundamento de la lesión objetiva-subjetiva”, El Derecho, t. 110-973.
- Muerte real y muerte  cerebral o  encefálica”, El Derecho, t. 124-975.
- “Ámbito   de  la   lesión   objetiva   -   subjetiva  (su   aplicación   a   los  negocios   jurídicos  unilaterales y a los bilaterales gratuitos)”,  El Derecho t. 129-739.
- Hacia   una   concepción   integral   de   la   persona   física   (nociones   introductorias)”,  Jurisprudencia Argentina 991-IV-609.
- Acerca  de  la  viabilidad   de  la   pretensión resarcitoria de hijos contra   padres  por  transmisión de enfermedades”, La Ley 1992-B-824.
- “Las causas de   justificación   en la sentencia penal y su   influencia en el proceso  civil”, nota a fallo, La Ley 1992-E-393  “Obligaciones puras,   de   plazo incierto y de plazo indeterminado”, La Ley, nota a fallo 1992-E-77.
- “Hacia un replanteo del concepto  (o contenido)  del daño moral”, La Ley, 1993-E-  1227.
- Reformas   aconsejables   en   el   régimen   de   la   interdicción   e   inhabilitación”  (en  colaboración con I.H. Goldenberg) La Ley 994-C-886
- Accidentes de tránsito y personas inimputables (Responsabilidad civil de los padres por los hechos de sus hijos menores de 10 años)”, nota a fallo, La Ley 994-C-470
- “Apariencia jurídica”, nota a fallo, La Ley 994-D-316
- “Algunas cuestiones  relacionadas con la inhabilitación judicial  (Artículo 152 Bis del Código Civil)”, La Ley 1995-B-525
- “Complejo de negocios unidos por un nexo  (el ligamen negocial)”, en colaboración con Miguel F. de Lorenzo, LL 1996-D-1387.
- Los nuevos horizontes del negocio jurídico y el problema de su interpretación” (en colaboración con Miguel F. de, Lorenzo), Anuario de Derecho 3,  Universidad AustrAl
- Algunas precisiones acerca del elemento objetivo de la lesión objetiva subjetiva”. La Ley 1996-E-438.
- La   enseñanza   del   derecho  y   la   actualización   de   sus   contenidos   y   orientación” Derecho Civil”, Rev. Doctrina Judicial,  año XII No. 51, 18-12-96, p. 1337 y ss.
- Enfermedad mental y Derecho Privado”, LL 997-F-1391.
- Los contratos conexos y el crédito al consumo”,  LL 999-D-992
- Apuntes sobre los contratos conexos”  (en colaboración con Miguel F. de Lorenzo), Doctrina Judicial, 1999, tomo III, p. 153
- “Algunas observaciones a la Parte General del Proyecto de Código Civil de 1998”, La LEY 2000-B, 1130
- “El dolo en el Derecho Civil (Propuesta para una noción en eclipse), (en colaboración con Miguel F. De Lorenzo), LA LEY 2001-C, 1102
- “Apuntes sobre la acción autónoma de reajuste en los términos del art. 1198 del Código Civil”  (en colaboración con Miguel F. de Lorenzo), en Revisión del contrato, Directora, N.L.  Nicolau,  Suplemento  Especial  Revista Jurídica  La Ley,   febrero de 2003.
- La internación y externación de quienes tienen padecimientos mentales y la ley n.º 448 de Salud Mental de la Ciudad de Buenos Aires”, LL 2003-B-1388.
- “La   relación   de   causalidad   en   la   responsabilidad   civil   médica”,   Revista   deResponsabilidad Civil y Seguros, Dir. A. Alterini, Año V, N.º VI, diciembre de 2003, Ed. La Ley.
- El nuevo instituto de “L’amministrazione di sostegno” y las reformas a los institutos de la interdicción y la inhabilitación en el código civil italiano”, LL 2005-A-1200.
- Abuso de posición dominante” (en colaboración con Isidoro H. Goldenberg) LL 2005- D-1002.
- Interdicción judicial (art. 141 CC)  y matrimonio” en Revista de Derecho de Familia, n.º 31, Lexis Nexis, 2005
- Capacidad jurídica y capacidad de obrar”,  LL 2007-C-681.
- El derecho a la vida de la persona por nacer”, en LL 2007-F-797.
- Derechos personalísimos y libertad de información”, en LL 2008-A-620.
- La competencia  en los procesos  de interdicción,  inhabilitación e internación  dE personas”, en Doctrina Judicial, año XXVI.
- Debilitamientos decisionales, vejez e inhabilitación  (art. 152  bis)”,  en Revista  de Derecho de Familia y de las Personas, año 3, n.º 4, mayo de 2011, Ed. La Ley.
- La protección de la voluntad  en la contratación contemporánea”, LL 2010-B-966.
- El asentimiento del paciente y la ley  26.529”, Anticipo de “Anales” – Año  LV Segunda Época – Número 48, Academia Nacional de Derecho y Ciencias Sociales de Buenos Aires, septiembre de 2010; íd. en Revista de Derecho  de Familia y de las Personas, año 3, n.º 4. Id. Anales segunda época, año LV, n.º 48, 2010, Academia Nacional de Derecho y Ciencias Sociales de Buenos Aires
- “La ley 26.657 de salud mental y dos poco afortunadas reformas al Código Civil” (en colaboración con Jorge A. Mayo), La Ley 2011-A-949.
- Persona y mercado”, Diario La Ley 28 de febrero de 2012, Suplemento Academia deDerecho Nacional y Ciencias Sociales de Buenos Aires.  Id. Anales, segunda época, Año LV n.º 49, 2011, Academia Nacional de Derecho y Ciencias Sociales de Buenos Aires
- La persona humana y  el Proyecto”, La Ley 2012-D-743. Id.  en “Comentarios al Proyecto del Código Civil y Comercial de la Nación 2012, Director Julio C. Rivera, Abelardo Perrot
- “Los actos de disposición de partes separadas del cuerpo y el Proyecto de Código Civil y Comercial”, La Ley. 11 de abril de 2013, Suplemento de la Academia Nacional de Derecho y Ciencias Sociales de Buenos Aires. Id. Anales, segunda época, Año LV, n.º 50, 2012, Academia Nacional de Derecho y Ciencias Sociales de Buenos Aires
- La teoría de la invalidez en la hora actual y las soluciones del Proyecto”, diario LaLey del 25 de octubre de 2013, Suplemento Actualidad de la Academia Nacional de Derecho y Ciencias Sociales de Buenos Aires.
- Las exequias y el Proyecto”, Revista de Derecho y de las Personas, año VI, n° 4, mayo de 2014.
- El vicio de intimidación”  en Anales, Segunda época, número 52, 2014, Academia  Nacional de Derecho y Ciencias Sociales de Buenos Aires.
- La terapia génica, la clonación y ‘las prácticas prohibidas’ en nuevo Código Civil y Comercial (artículo 57)”, diario La Ley del 16 de marzo de 2016, Suplemento de la Academia Nacional de Derecho y Ciencias Sociales de Buenos Aires.
- “Las directivas anticipadas”, La Ley 2016-C, 790. Las simples asociaciones y el incumplimiento de la forma impuesta”, en Aporte a lasXXVI Jornadas Nacionales de Derecho Civil, año 2017, Instituto de Derecho Civil, Academia Nacional de Derecho y Ciencias Sociales de Buenos Aires, La Ley.
- La   investigación   en   seres  humanos   y  el   artículo   58   del   nuevo   Código   Civil   y Comercial”, en Anticipo de Anales, año LXII, Segunda época, núm. 55, Academia Nacional de Derecho y Ciencias Sociales de Buenos Aires, La LeY
- Derecho  animal.   Algunas   propuestas”.   Anticipo   de   Anales,   año   LXIII,   Segunda Época,   número   56,   agosto   de   2018,   Academia   Nacional   de   Derecho   y   CienciasSociales; La Ley 2019-A-720; AR/Doc/281/2019
- “Una concepción integral de la persona humana”, JA 2018-IV-Fasc. 6, “Cien años de jurisprudencia argentina”, Abeledo Perrot.
- El consentimiento informado y sus límites”, La Ley 2019-F, 1012; RCyS 2020-II, 3; RDFyP 2020 (febrero)
- o La terapia experimental y la pandemia”, diario La Ley, 2 de febrero de 2021  
  - V).-  PUBLICACIÓN DE EXPOSICIONES   o “La  responsabilidad  civil  en la  transmisión de  enfermedades”,  ciclo  de mesas  redondas  desarrollado  durante  1990  como contribución   académica  para  las XIII  Jornadas  Nacionales  de  Derecho   Civil,   temas  de  Derecho  Privado,   III,   Ed.   del  Colegio  de  Escribanos  de   la   Capital  Federal,  1991,   Separata   de  la  Revista  del  Notariado, p. 40 y ss.  o “Inhabilitados”,   ciclo     de     mesas     redondas  desarrollado   Durante   1992   como  contribución académica para las XIV Jornadas de Derecho Civil, temas de Derecho  Privado, V, Ed. del Colegio de Escribanos de la Capital Federal, 1993, Separata de  la Revista del Notariado, p. 13 y ss.  o “Registración y  publicidad de las  modificaciones en el estado de las personas y el  régimen patrimonial del  matrimonio”, ciclo de mesas redondas desarrollado duran-  te 1994 como contribución académica para las XV Jornadas  de Derecho Civil, VII,  5
  - Ed. del Colegio de Escribanos de  la Capital Federal, 1995, Separata de la Revista  del Notariado, p. 90 y ss.  o “El Proyecto de Código Civil de 1998. Parte General.” Ciclo de Mesas Redondas  organizadas  por el  Instituto de Derecho  Privado  de la  Facultad  de  Derecho  en  Homenaje al Prof. Dr. M.A. Risolía, Ed. del Colegio de Escribanos de la Cap. Fed.,  Temas de Derecho Privado XII, 2000, p. 13 y ss.  o “Actos de disposición del propio cuerpo”,  Ciclo de Mesas Redondas organizadas  por el Instituto de Derecho Privado de la Facultad de Derecho como contribución  académica   para   las   XVIII   Jornadas   Nacionales   de   Derecho   Civil,   Anuario  Departamentos de Derecho Privado, I,  Mesas Redondas en Homenaje a Roberto  López Cábana, Ed. del Colegio de Escribanos de la Capital Federal, 2001.  o “La protección de la voluntad  en la contratación contemporánea”, exposición en  la sesión pública de 11 de junio de 2009 de incorporación como académico titular de  la Academia Nacional de Derecho y Ciencias Sociales de Buenos Aires, Anales de la  Academia, Anales, Segunda época, año LIV, N.º 47, 2009, Academia Nacional de  Derecho y Ciencias Sociales de Buenos Aires.  o “Lineamientos generales de la ley de Salud Mental”, en Jornadas sobre la ley de  Salud Mental, Universidad Católica Argentina, 8 de mayo de 2014.  o “La lesión: perfiles actuales y prospectiva”, Jornadas de Derecho Civil, Procesal  Civil y Constitucional, Universidad Nacional Noroeste Buenos Aires, Pergamino, 14  de mayo de 2014.  VI) COMENTARIOS BIBLIOGRÁFICOS:  o Al libro  “Juicio de insania, dementes sordomudos e inhabilitados”, por SANTOS  CIFUENTES,   ANDRÉS   RIVAS   MOLINA   y   BARTOLOMÉ   TISCORNIA,   2ª  edición actualizada y ampliada, Ed. Hammurabi,  LL 1998-B-1398.  o Al libro “Derechos personalísimos”, por SANTOS CIFUENTES, 3ª ed., Astrea, LL  diario del 19 de noviembre de 2008.  o Al libro “La  Mora”, por MARIANO GAGLIARDO, 2ª ed., Abeledo Perrot, LL  2010-B-1331.  VII)  ANTECEDENTES DOCENTES:  o Profesor adjunto II en la Cátedra de Instituciones de Derecho Privado de la Facultad  de Ciencias Económicas de la Fundación Universidad de Belgrano, desde el 29 de  julio de 1967.  o Confirmado en ese cargo por resolución del Honorable Consejo Directivo de la  Fundación Universidad de Belgrano de fecha 4 de abril de 1970.  o Profesor adjunto I en la Cátedra de Derecho Privado I de la Facultad de Ciencias  Económicas de la Fundación Universidad de Belgrano, desde el 7 de mayo de 1974  hasta el año 1977 en que renuncia.  o Ayudante de segunda por concurso en la Cátedra de Derecho Civil, Parte General, a  cargo del Dr. Ernesto Nieto Blanc, en la Facultad de Derecho y Ciencias Sociales  de la Universidad de Buenos Aires (Resolución Nro. 14.119/71).  o Ayudante de primera de esa materia, en esa Facultad (Resolución Nro. 0555/73).  o Jefe   de   Trabajos   Prácticos   de   esa   materia,   en   esa   Facultad   (Resolución   Nro.  1652/76).  o Profesor adjunto interino en la Cátedra de Derecho Civil I, parte general, a cargo  del   Dr.   Nieto   Blanc,   de   la   Facultad   de   Derecho   y   Ciencias   Sociales   de   la  Universidad de Buenos Aires (Resolución Nro. 3374/77).  o Confirmado en ese cargo por Resolución Nro. 4507/78, para ese año.  o Confirmado en ese cargo por Resolución Nro. 6007/79, para ese año.  6
  - o Confirmado en ese cargo por Resolución Nro. 7690/80, para ese año.  o Confirmado en ese cargo por Resolución Nro. 10.419/81, para ese año.  o Confirmado en ese cargo por Resolución Nro. 12.153/83, para ese año.  o Confirmado en ese cargo por Resolución Nro. 15.320/85, para ese año.  o Designado  por   el     Sr.   Decano   para   colaborar   en   el   dictado   de  la   asignatura  “Derecho Civil”, de la carrera de posgrado de especialización de Asesoría Jurídica  de Empresas en la Facultad de Derecho y Ciencias Sociales de la Universidad de  Buenos Aires (Resolución Nro. 7083/79).  o Confirmado en ese cargo por Resolución Nro. 8322/80; (El contenido de la  materia  fue distribuido por el Profesor a cargo de la asignatura, Prof. Dr. Luis E. NEGRI  PISANO.  El concursante tuvo a su cargo la exposición de la totalidad de los temas  correspondientes a la Parte General y Obligaciones, quedando el resto a cargo del  Profesor Dr. Negri Pisano).  o Se postuló en el llamado a concurso abierto por Resolución Nro. 11454/82 de la  Facultad de Derecho y Ciencias Sociales de la Universidad de Buenos Aires, para  proveer 25 cargos de Profesores ordinarios adjuntos de la asignatura “Derecho Civil  I”, luego dejado sin efecto por Resolución 13.467/83 del Consejo Académico de la  Facultad de Derecho y Ciencias Sociales. El jurado designado por la Resolución  Nro.   1015/82,   integrado   por   los   Dres.  JOSE   MARIA  LOPEZ   OLACIREGUI,  ERNESTO   NIETO   BLANC   y   HORACIO   DE   LAS   CARRERAS,   colocó   al  postulante en el 2  do  . nivel en el orden de méritos sobre un total de 34 candidatos.  o Profesor adjunto ordinario del Departamento de Derecho Privado en la orientación  Derecho Civil I (Parte General), designado en el concurso para proveer 25 cargos  de Profesores de esa materia por Resolución 2043/87.  El jurado integrado por los  Dres. SANTOS CIFUENTES, ATILIO A. ALTERINI Y FRANCISCO BOUZAT,  colocó al postulante en el 2  do  . nivel en el orden de méritos sobre un total de 30  candidatos.  o Profesor titular extraordinario de Derecho Civil II (Obligaciones) en la Facultad de  Ciencias Jurídicas y Sociales de la Universidad del Salvador, desde el mes de mayo de 1988 hasta su renuncia en diciembre de 1997. A partir de 1990 tuvo a su cargo una Comisión de “Teoría General de los Hechos y  Actos Jurídicos” del  Ciclo Profesional  Orientado,  en la  Facultad de Derecho  y  Ciencias Sociales de la Universidad de Buenos Aires hasta la designación a que se  hace referencia a continuación.  o Profesor titular ordinario de “Derecho Civil (Parte General)” en el Departamento de  Derecho Privado de la Facultad de Derecho de la Universidad de Buenos Aires  (Resolución N.º 6561/97).  o Propuesto en primer término en el orden de méritos del Concurso para proveer  cuatro cargos de Profesor Titular o Asociado, de Derecho Civil, Parte General en la  Facultad de Derecho de la Universidad de Buenos Aires por el jurado integrado por  los Profesores Dres. Roberto E. Greco, José Luis de los Mozos y Fernando J. López  de Zavalía, sobre un total de 25 postulantes de los que se presentaron a la oposición  18. (Dictamen del 21 de marzo de 1997 en Expte. 692532/25).  o Propuesto por el jurado integrado por los Profesores Dres. Roberto E. Greco, José  Luis de los Mozos y Fernando J. López de Zavalía para el cargo de Profesor Titular  de Derecho Civil, Parte General en la Facultad de Derecho de la Universidad de  Buenos Aires, en el Concurso para renovar tres cargos de la materia (Profesores  Dres. Santos S. Cifuentes, Julio Cesar Rivera y Elena Highton).  El jurado propuso  en primer término a los Profesores Cifuentes y Rivera que renovaban sus cargos y  al   suscripto   en   reemplazo   de  la  Profesora  Elena  Highton  sobre  un  total   de  9  postulantes de los que se presentaron a la oposición 6 (Dictamen del 21 de marzo de  1997 en Expte. No. 693548/9).  o Profesor en la materia “Derechos Personalísimos” en la Maestría Derecho Civil, de  la Facultad de Derecho de la Universidad de Palermo, año 2000.  o Profesor Extraordinario Visitante de la Universidad Católica de Salta, Resolución  rectoral n° 371/01, agosto de 2001.  7
  - o Profesor Titular Consulto, designado por el Consejo Superior de la Universidad de  Buenos Aires por Resolución N.º 411  del 26 de mayo de 2010.  o Profesor Extraordinario Facultad de Derecho Universidad Austral, 2014.  o Profesor titular consulto, designado por el Consejo Superior de la Universidad de  Buenos Aires por Resolución del Consejo Superior, 2019  VIII) MIEMBRO DE JURADOS  o Miembro titular del Jurado designado para la provisión de dos cargos de Profesores  Titulares y tres Profesores Adjuntos, designación simple en la asignatura “Derecho  Civil I”, Facultad de Ciencias Jurídicas y Sociales, Universidad Nacional del Litoral  (Resolución 144/01 Consejo Directivo, mayo de 2001).  o Miembro del Jurado –con los Dres. Luis Andorno y Rubén Compagnucci de Caso-  para evaluar la tesis doctoral de Federico Fazeuilhe sobre el tema “Conversión del  negocio jurídico”, Facultad de Derecho y Ciencias Sociales del Rosario, Pontificia  Universidad Católica Argentina, acta n.º 11/02 Consejo Directivo Facultad.  o Miembro   suplente   del   Jurado   designado   para   la   provisión   de   dos   cargos   de  Profesores Adjuntos en la asignatura Derecho Civil I, Facultad de Ciencias Jurídicas  y Sociales, Universidad Nacional de La Plata.  o Presidente del Jurado integrado con los Dres. Santos Cifuentes y Daniel D’Antonio  para evaluar la tesis “La capacidad civil de los menores y su actividad artística y  deportiva”   abogada   Beatriz   Tica   de   Luciani,   Maestría   en   Derecho   Privado,  Universidad Nacional de Rosario, 18 de noviembre de 2005.  o Miembro titular  del Jurado en el  Concurso público y  abierto de antecedentes y  oposición para la designación de docentes regulares en la modalidad de equipos para  la   Cátedra   “Derecho   Privado   I”   perteneciente   al   Departamento   de   Ciencias  Económicas, Jurídicas y Sociales de la Universidad Nacional del Noroeste de la  Provincia de Buenos Aires (octubre de 2006).  o Miembro Titular del Jurado para proveer un cargo de Profesor Regular Titular en la  asignatura “Derecho Económico I” en la Facultad de Ciencias Económicas de la  Universidad Nacional de Buenos Aires (Resolución n.º 1080 del 7 de diciembre de  2006).  o Miembro Titular de Jurado para evaluar la tesis doctoral de la abogada Elvira Sara  Sauan “El valor  probatorio del  documento electrónico  en el derecho argentino”,  Universidad Nacional de Rosario, 2008.  o Miembro Titular de Jurado para la designación de un cargo de Juez Federal en la  Ciudad de Paraná, Provincia de Entre Ríos (Res. 7/08 Consejo de la Magistratura del  Poder Judicial de la Nación).  o Miembro Titular del Jurado para evaluar la tesis doctoral del abogado Sebastián  Picasso:   “Lo   uno   y   lo   múltiple   en   el   derecho   de   daños   (el   dilema   de   la  responsabilidad contractual”, Universidad de Buenos Aires, 2009.  o Miembro Titular del Jurado para la designación de seis cargos de jueces Nacionales  en lo Civil (Resolución n.º 242 del Consejo de la Magistratura, 2009). Se excusó.  o Miembro   Titular   del   Jurado  para   el   Concurso  de   un   Profesor   regular   adjunto,  asignatura Derecho Económico I, R.D. N.º 4781/08 – Expte. N.º 342.125/08, Facultad  de Ciencias Económicas. Universidad de Buenos Aires.  o Miembro Titular del Jurado para el Concurso de un profesor titular (renovación).  Asignatura Derecho económico I, Facultad de Ciencias Económicas. Universidad de  Buenos Aires. 2010.  o Miembro   Titular   del   Jurado   para   el   Concurso   de   dos   profesores   adjuntos  (renovación). Asignatura Derecho económico I, Facultad de Ciencias Económicas.  Universidad de Buenos Aires. 2010  8
  - o Miembro Titular del Jurado para la designación de un cargo de Juez de la Cámara en  lo  Contencioso Administrativo   y Tributario   de la Ciudad  Autónoma   de Buenos  Aires, Concurso público de antecedentes 46/10. (Se excusó).  o Jurado Titular designado por Resolución n.º 3749 de la Universidad de Buenos Aires,  para   la   provisión   de   cargos   de   Profesor   Adjunto   en   la   asignatura   Derecho  Económico I, 2012. Facultad de Ciencias Económicas. o Designado Jurado Titular para la tesis de Doctorado del abogado Edgardo Ignacio Saux, Facultad de Ciencias Jurídicas, Universidad Nacional del Litoral, noviembre de 2012. o Miembro Titular del Jurado para evaluar la tesina para obtener el título de Magiester  Scientificae de la tesista María Fátima Pando, sobre el tema: “Proceso de curatela e  inhabilitación judicial: su revisión en el marco del debido proceso”, Facultad de  Derecho,   Universidad   Nacional   de   Buenos   Aires,   sede   Resistencia   –   Pcia.   de  Corrientes, 2013.  o Miembro Titular del Jurado para examinar la tesis de la doctoranda Gloria Girotti, que lleva por título: “Eclusión de responsabilidad civil por caso fortuito y fuerza  mayor”, Facultad de Derecho, Universidad de Buenos Aires, mayo de 2014 o Miembro Titular del Jurado para examinar la tesis  del doctorando Ricardo Parra  sobre "El daño Transfusional   por Contaminación de H.I.V. en el Período de  Ventana”, Universidad de Ciencias Empresariales y Sociales (UCES). 2014.  o Miembro   Titular     del   Jurado   para   examinar   la   tesis   del   doctorando   abogado  Sebastián   Ariel   Rositto   sobre   “El   derecho   a   la   educación   universitaria   de   las  personas en situación de discapacidad visual”, Facultad de Derecho, Universidad  Nacional de Rosario, Resolución Consejo Directivo 628/15.  o Miembro Titular del Jurado para examinar la tesis del doctorando Juan Antonio Seda  sobre “Discapacidad y derechos: evolución en la legislación y jurisprudencia de la  República Argentina. Impacto de la Convención Internacional sobre los Derechos  de las Personas con Discapacidad”, Facultad de Derecho, Universidad  de Buenos  Aires, abril de 2016.  o Miembro Titular del Jurado para examinar la tesis del doctorando Julio A. Martínez  Alcorta sobre “La autonomía de las personas con discapacidades mentales para la  toma de decisiones jurídicas”, Facultad de Derecho, Universidad de Buenos Aires, abril de 2016.  o Miembro del Jurado designado por la Academia Nacional de Derecho y Ciencias  Sociales de Buenos Aires para discernir el Premio Roberto Repetto (año 2017) o Miembro del Jurado designado por la Academia Nacional de Derecho y Ciencias  Sociales de Buenos Aires para discernir el “Premio Academia Nacional de Derecho  y Ciencias Sociales de Buenos Aires” (año 2019).  o Miembro titular del Jurado para examinar la tesis de la doctorando Liliana Noemí  Valli sobre “La sorpresa como vicio de la voluntad”, Facultad de Derecho UBA,  2018  o Miembro titular del jurado para la renovación de cargos de Profesor Adjunto de la  materia “Elementos de Derecho Civil. Parte General”, Facultad de Derecho, UBA,  Resolución (CS) N° 5677/16, 2016  o Miembro titular del Jurado para discernir tres cargos de Profesor Titular de Derecho  Privado III y tres cargos de Profesor Adjunto de Derecho Privado III, Facultad de  Derecho y Ciencias Sociales, Universidad Nacional de Córdoba, Resolución HCD  N° 159/12 de la Facultad de Derecho y HCS N° 1198/12 de la Universidad Nacional  de Córdoba (año 2019).  o Miembro titular del Jurado para examinar la tesina de la Maestranda Daniel Beatriz  Zabaleta, “Las acciones de wrongful birth y wrongful life ¿es posible su introducción  en  el   derecho  argentino?”,   Maestría  en  Derecho  Civil  Patrimonial,   Facultad  de  Ciencias Jurídicas Pontificia Universidad Católica Argentina, (noviembre de 2019)  9
  - o Miembro del Jurado designado por la Academia Nacional de Derecho y Ciencias  Sociales de Buenos Aires para discernir el “Premio Academia Nacional de Derecho  y Ciencias Sociales de Buenos Aires, 2020  o Miembro titular del Jurado para examinar la tesis del doctorando Maximiliano  N.G.  Cossari,   Facultad   de   Derecho   y   Ciencias   Sociales   del   Rosario,   Pontificia  Universidad Católica Argentina Santa María de los Buenos Aires, 2020  o Miembro titular del Jurado para discernir 2 cargos de Profesor titular de Derecho  Civil-Contratos,  designado por  Res. HCD Facultad   de  Derecho,   Universidad  de  Buenos Aires (se excusó)  IX CARGOS ELECTIVOS  o Consejero  Suplente   por   los  Profesores   Titulares   en  el   Consejo   Consultivo   del  Instituto de Derecho Privado I de la Facultad de Derecho de la Universidad de  Buenos Aires, año 2000/2001.  o Consejero   Titular   por   los   Profesores   Titulares   en   el   Consejo   Consultivo   del  Departamento de Derecho Privado I de la  Facultad de Derecho de la Universidad de  Buenos Aires, Julio de 2003.  o Consejero   Titular   por   los   Profesores   Titulares   en   el   Consejo   Consultivo   del  Departamento de Derecho Privado I de la  Facultad de Derecho de la Universidad de  Buenos Aires, Marzo de 2009.  o Consejero   Titular   por   los   Profesores   Titulares   en   el   Consejo   Consultivo   del  Departamento de Derecho Privado I de la  Facultad de Derecho de la Universidad de  Buenos Aires, Septiembre de 2011. OTRAS DESIGNACIONES: o Presidente de la Comisión nº 1 “Actos de disposición del propio cuerpo” de las  XVIII Jornadas Nacionales de Derecho Civil, Buenos Aires, septiembre de 2001. o Miembro de la Comisión académica de las Jornadas Internacionales “El derecho privado frente a la emergencia – daños” (25 y 26 de abril de 2002, Facultad de Derecho UBA). o Presidente de la Comisión n.º 1 “Responsabilidad de los médicos” del VII Congreso  Internacional de Derecho de Daños. Responsabilidades en el siglo XXI, Asociación  de Abogados de Buenos Aires, 2, 3 y 4 de octubre de 2002.  o Presidente de la Comisión N.º 10 (Derecho comparado) “Uniones de hecho en el  Mercosur de las XIX Jornadas Nacionales de Derecho Civil, Rosario, Septiembre de  2003 y miembro del Comité Académico de esas Jornadas.  o Miembro del Instituto de Derecho Civil de la Academia Nacional de Derecho y  Ciencias Sociales de  Buenos Aires, noviembre 2002 / abril 2004, renovación por el  período subsiguiente; nueva renovación por el período subsiguiente.  o Miembro del Comité Académico del Congreso Nacional de Responsabilidad Civil –  Homenaje al Dr. Isidoro Goldenberg, Colegio de Abogados Zárate-Campana, 5 y 22 de octubre de 2004. o Presidente de la Comisión Nº 1, “Negocio jurídico indirecto”, de las XX Jornadas Nacionales de Derecho Civil, Buenos Aires, septiembre de 2005. o Miembro de la Comisión Académica de las XX Jornadas Nacionales de Derecho  Civil, septiembre de 2005. o Presidente de la Comisión N.º 1 “Intimidad. Su relación con las cartas  postmortem y las comunicaciones electrónicas” de las XXI Jornadas Nacionales de Derecho Civil, (Lomas de Zamora, septiembre de 2007). o Miembro de la Comisión Académica de las XXI Jornadas Nacionales de Derecho Civil, Lomas de Zamora, septiembre de 2007). 10
  - o Miembro Académico Titular de la Academia Nacional de Derecho y Ciencias Sociales de Buenos Aires, octubre de 2008. o Codirector de la Revista de Derecho de Familia y de las Personas, área Personas,  Ed. La Ley, 2009.  o Designado   Personalidad   destacada   de   las   Ciencias   Jurídicas   por   Ley   N°   5026  (número sujeto a revisión) por la Legislatura de la Ciudad Autónoma de Buenos  Aires. 17 de julio de 2014.  o Colaboración en partes específicas con la Comisión que elaboró el Anteproyecto del  Nuevo Código Civil y Comercial de la Nación, 2013.  o Designado Miembro Honorario de la Academia Peruana de Derecho, enero de 2015.  o Subdirector del Instituto de Derecho Civil de la Academia Nacional de Derecho y  Ciencias Sociales de Buenos Aires, noviembre de 2016.  o Presidente  de la  Comisión N° 1:  “Personas  Jurídicas  Privadas”,  XXVI  Jornadas  Nacionales de Derecho Civil, La Plata, 2017.  o Miembro del Consejo Académico de la Maestría en Derecho  Civil, Facultad de  Derecho de la Universidad Austral (2018).  o Miembro  del   Consejo Académico  Revista  Prudentia   Iuris,   Facultad   de  Derecho  Pontificia Universidad  Católica Argentina (2018).  o Director del Instituto de  Derecho  Civil de la Academia  Nacional de Derecho y  Ciencias Sociales de Buenos Aires, (julio 2018).  o Miembro de la Comisión de Publicaciones de la Academia Nacional de Derecho y  Ciencias Sociales de Buenos Aires, (julio 2018).  o Miembro de la Comisión de Doctorado ,Facultad de Derecho UBA (Resolución CD  846/19)  o Secretario de la Mesa Ejecutiva de la Academia Nacional de Derecho y Ciencias  Sociales de Buenos Aires (2019-2022)   XI) PADRINAZGO DE TESIS DE DOCTORADO:  o Del abogado Miguel Federico De Lorenzo. Tema: “El negocio jurídico (crisis y  fragmentación   de   una   categoría).   Facultad   de   Derecho,   Universidad   de   Buenos  Aires.  o De la  abogada Martha Gómez  Alsina.  Tema:  “El  pago   parcial   que   autoriza  el  artículo 743 del Código Civil y su efecto cancelatorio del capital. Propuesta para la  reforma  legislativa”, Universidad del Museo Social Argentino (la tesis fue calificada con la calificación de 9 puntos). Director de la tesis “Contrato  y  mercado”  del doctorando Fulvio G. Santarelli,  Facultad de Derecho, Universidad Austral (summa cum laude, julio 2018). Conferencia  pronunciada  el 10 de octubre de 1976  en  el Colegio de Abogados de  Lomas de Zamora, sobre el tema: “El régimen de los inhabilitados civiles”.  o Miembro   titular de las VI Jornadas de Derecho Civil celebradas en la Facultad de  Ciencias Jurídicas y Sociales de la Universidad del Litoral, en el año 1977. Autor de  una ponencia  en colaboración con Jorge A. Mayo, referida al tema: “Resolución del  contrato por incumplimiento”   (puede  verse  en:   “VI Jornadas  de Derecho  Civil -  Ponencias”,   publicación   de   la   Facultad   de   Ciencias     Jurídicas   y   Sociales   de   la  Universidad del Litoral).  o Dictado  de  un   Seminario   de   Investigación   durante   el  año  1978  en   la   Facultad   de  Derecho y Ciencias Sociales de la Universidad de Buenos Aires, sobre el tema: “La  inhabilitación Civil”.  11
  - o Miembro titular de las VII Jornadas de Derecho Civil celebradas en la Facultad de  Derecho de la Universidad de Buenos Aires, en el año 1979. Autor de una ponencia en  colaboración con otros miembros referida al tema “La costumbre contra legem y el art.  17 del Código Civil”, (puede verse en “VII Jornadas de Derecho Civil, Abeledo Perrot,  p. 33).  o Panelista  en   el  “Simposio  Nacional   de   Mala   Praxis”,   organizado  por   el   Consejo  Federal de Entidades Médicas Colegiadas, celebrado los días 27 y 28 de octubre de  1979.  o Panelista en el curso “Salud y Atención Médica” (TEMA:  “Responsabilidad Civil de  los Médicos”)  desarrollado entre el 6 y el 8 de agosto de 1980, organizado por la  Federación Médica de la Capital Federal.  o Miembro   titular   invitado   en   las   Primeras   Jornadas   Provinciales   de   Derecho   Civil,  celebradas en Mercedes, en agosto de 1981.  Autor de una ponencia referida al tema:  “Responsabilidades profesionales”.  Fue miembro informante de la Comisión Nro. 2  en el Plenario (exposición inédita).  o Conferencia pronunciada  en la Sociedad  de Obstetricia y Ginecología de Salta, sobre el  tema “El consentimiento del paciente en el acto médico”, el día 8 de octubre de 1983,  en las “Jornadas de Responsabilidad penal, civil, y administrativa en Ginecología y  Obstetricia”.  o Miembro titular  de  las IX  Jornadas de  Derecho  Civil celebradas  en  la Facultad  de  Derecho de Mar del Plata, en noviembre de 1983.  o Relator Oficial sobre el tema “Responsabilidad civil de los médicos”  en las Jornadas  Argentinas   de   Otorrinolaringología,   organizadas   por   la   Sociedad   Argentina   de  Otorrinolaringología, celebradas en diciembre de 1983.  o Miembro activo de la Sección de Derecho Civil del Instituto de Estudios Legislativos de  la Federación Argentina del Colegio de Abogados (31 de octubre de 1985).  o Relator   oficial   sobre   el   tema  “El   juicio   de   inhabilitación”  en   el   curso   sobre  alcoholismo, organizado por la Asociación de Antropología  Médica Argentina, el 19  de noviembre de 1985.  o Miembro  Titular  de las XI Jornadas Nacionales  de  Derecho  Civil   celebradas  en  la  Facultad de Ciencias Jurídicas de Universidad de Belgrano en octubre de 1987. Autor  de dos ponencias, una en colaboración referidas al tema:  “Buena fe en el Derecho  Patrimonial” y la otra referida al tema: “Régimen patrimonial matrimonial: reformas  posibles”.   Miembro   de   la   comisión   redactora   de   las   ponencias  elaboradas   por   la  comisión que trató el tema: “Buena fe en el Derecho Patrimonial”. o Panelista en   las Jornadas Médicas organizadas por el   Comité de Docencia e Investigación del Hospital Nacional  Alejandro Posadas (10 y 11 de noviembre de 1987). Tema: “La responsabilidad médica”. o Panelista en las Jornadas sobre “Responsabilidad médica” organizada por el Colegio de Otorrinolaringólogos, el 18 de mayo de 1988. o Conferencia pronunciada el 30 de septiembre de 1988 sobre el tema: “Responsabilidad  médica” en el curso de Actualización de Derecho Civil, organizada por el Colegio de  Abogados de San Martín.  o Dos conferencias pronunciadas en el Colegio de Abogados de San Isidro en octubre de  1988  -la segunda de ellas realizada junto con el Dr. Isidoro H. Goldenberg- en el curso  de   Actualización   de   Derecho   Civil   organizado   por   ese   colegio.   Temas:  “Responsabilidad civil de los médicos” y “Responsabilidad por el empleo de cosas en  la medicina”.  o Conferencia pronunciada en el Colegio de Abogados Campana-Zárate el 18 de octubre  de 1988 sobre el tema “Responsabilidad profesional”.  o Miembro Titular de las XII  Jornadas Nacionales de Derecho Civil celebradas en la  Universidad Nacional del Comahüe, Bariloche, Pcia. de Río Negro.   Autor de una  ponencia  en   colaboración   con  el   Dr.  Jorge A.   Mayo  referida  al   tema:  “Contratos  atípicos” (Comisión No. 3), 1989.  12
  - o Miembro Titular de las  V  Jornadas Rioplatenses de Derecho realizadas en el Colegio  de Abogados de  San Isidro en junio  de 1989.  Autor de una ponencia referida al tema  “Responsabilidades profesionales”.  o Miembro activo del III encuentro de Abogados Civilistas celebrado en la ciudad de  Santa Fe, Pcia. de  Santa  Fe,  los días 10 a 12 de agosto de 1989.   Autor de una  ponencia junto con el Dr. Miguel De Lorenzo, referida al tema: “Actos de los dementes  interdictos o no e inhabilitados”. Fue miembro informante de la comisión N° I y  analizó ese tema ante el plenario.  o Conferencia sobre el tema “Responsabilidad civil por transmisión de enfermedades”,  en el “Ciclo de Conferencias de Derecho Civil”, organizadas por el Colegio Público de  Abogados de la Capital Federal (14 de septiembre de 1989).  o Panelista de la Mesa Redonda sobre “Mala Praxis. Responsabilidad civil y penal”, en  el 1er Congreso Argentino e Iberoamericano: “El Hospital Público y la organización  social” (18 de septiembre de 1989).  o Panelista de la Mesa Redonda “Responsabilidad civil de los médicos” en el Congreso  Argentino de Rinología el 8 de noviembre de 1989.  o Panelista   de   la   Mesa   Redonda   Sobre  “Responsabilidad   civil   por   transmisión   de  Enfermedades”, en el Ciclo sobre temas de las XIII Jornadas Nacionales de Derecho  Civil organizadas por el Dpto. de Derecho Privado de la Facultad de Derecho de la  Universidad de Buenos Aires (23 de mayo de 1990).   El texto de la exposición en  Temas de Derecho Privado - III, Departamento de Derecho Privado de la Facultad de  Derecho de la Universidad de Buenos Aires, Ed. Colegio de Escribanos de la Capital  Federal, 1991, p. 40 y 22.  o Miembro Titular de las  Jornadas de Responsabilidad Civil  en homenaje al Profesor Dr.  Jorge Bustamante Alsina. Autor de una ponencia en colaboración con el Dr. Jorge A.  Mayo   sobre   el   tema  “Responsabilidad   civil   por   daño   estético   a   las   personas”.  Miembro de la Comisión Redactora de las conclusiones de la Comisión N.º 2  (28 al 30  de junio de 1990).  o Panelista   de   la   Mesa   Redonda  “Responsabilidad   civil   de   los   Médicos”  en   el   XI  Congreso Argentino de Otorrinolaringología, octubre de 1990.  o Ponencia remitida a las IV Jornadas de Derecho Civil, Comercial y Procesal de Junín,  Provincia   de   Buenos   Aires,   en   colaboración   con   Jorge   A.   Mayo,   sobre   el   tema  “Responsabilidad extracontractual por el hecho del dependiente y responsabilidad  contractual por el hecho ajeno”.   No pudo asistir al Congreso citado, en el que se  encontraba inscripto como miembro.  Octubre de 1990.  o Curso sobre “El consentimiento del paciente en el acto médico”, en las  Jornadas en  Homenaje al Centenario de la Asociación Médica Argentina, Agosto de 1991.  o Miembro titular de las XIII Jornadas Nacionales de Derecho Civil, Universidad Notarial  Argentina, 1991.  Autor de dos ponencias sobre los temas “Familia, Drogadicción y  Derecho” y “Responsabilidad Civil por transmisión de enfermedades”.  o Panelista de la Mesa Redonda sobre el tema “Fertilización asistida: implicancias éticas  y jurídicas”  en las Jornadas de Bioética celebradas en la Facultad de Medicina de  Buenos Aires el 1 de octubre de 1991.  o Disertación sobre el tema “Responsabilidad profesional”, en el Curso de Diplomado en  Salud Pública de la Facultad de Ciencias Médicas de la Universidad de Buenos Aires,  el 20 de noviembre de 1991.  o Panelista de la Mesa Redonda sobre “Los inhabilitados” en el ciclo sobre temas de las  XIV   Jornadas   Nacionales   de   Derecho   Civil   organizadas   por   el   Departamento   de  Derecho Privado de la Facultad de Derecho de la Universidad de Buenos Aires (11 de  agosto de 1992).  o Disertación sobre el tema “Hacia una concepción integral de la persona física” (7 de  octubre de 1992) en el curso sobre “La revalorización de la persona en el Derecho  moderno” organizado por el Departamento de Graduados de la Facultad de Derecho de  la Universidad de Buenos Aires.  Relator sobre el tema “Mala  praxis  en Otorrinolaringología,  el   en VIII  Congreso  Mundial de criocirugía”, Buenos Aires, octubre de 1992.  o Miembro titular de las II Jornadas Marplatenses de Responsabilidad Civil y Seguros,  Mar del Plata, Noviembre de 1992.  Autor de una ponencia en colaboración con el Dr.  Isidoro H. Goldenberg en la Comisión No. 3: “Seguro y responsabilidad profesional”.  o Conferencia:   “Daño Moral y derecho a la salud”, 18 de mayo de 1993, que es parte  del   Curso   de   Postgrado   “Derecho   y   salud”,   organizado   por   el   Departamento   de  Graduados de la Facultad de Derecho de la Universidad de Buenos Aires.  o Miembro activo del VII Encuentro de Abogados Civilistas celebrado en Rosario, los  días 24 y 25 de junio de 1993.  Autor de una ponencia en colaboración con el Dr. Jorge  A. Mayo en la Comisión No. 1: “El silencio como manifestación de voluntad”.  o Panelista   sobre   el   tema  “Los   inhabilitados”,   en   las   Jornadas   de   Derecho   Civil  organizadas por la Facultad de Derecho de la Universidad de Lomas de Zamora, 3 de julio de 1993.  o Miembro   titular   de   las   XIV   JORNADAS   NACIONALES   DE   DERECHO   CIVIL  celebradas en San Miguel de Tucumán, del 20 al 23 de septiembre de 1993.  Autor de tres  ponencias: a) En la Comisión No. 1, “Los inhabilitados”, una de “Lege lata” y otra de  “Lege   Ferenda”,  esta   última   junto   con   el   Dr.   Isidoro   H.   Goldenberg;    b)  En   la  Comisión No. 2, “Daño a la persona” junto con el Dr. Miguel F. De Lorenzo.  Fue  miembro informante ante el plenario de las conclusiones de la Comisión No. 1.  o Panelista  sobre el tema  “Aspectos  legales  del   Síndrome   de Down”,    en el Primer  Congreso Nacional del Síndrome de Down (Buenos Aires, 17 de agosto de 1994).  o Panelista de la  Mesa  Redonda sobre  “Publicidad  y  Registración del Estado civil  y  régimen patrimonial del matrimonio" en el ciclo sobre temas de las XV JORNADAS  NACIONALES DE DERECHO CIVIL organizadas por el Departamento de Derecho  Privado de la Facultad de Derecho de la Universidad de Buenos Aires (4 de octubre de  1994).  o Miembro titular de las VII Jornadas Rioplatenses de Derecho (Punta del Este, República  Oriental del Uruguay, Octubre de 1994).  Autor de una ponencia en colaboración con el  Dr. Miguel F. De Lorenzo en la Comisión Nº 1: “Daño moral”.  o Autor de dos ponencias, ambas en colaboración con el Dr. Miguel F. De Lorenzo en las  VI en las Jornadas Bonaerenses de Derecho Civil, Comercial y Procesal (Junín, Pcia. de  Buenos   Aires,   octubre   de   1994)   en   las   dos   Comisiones   de   Derecho   Civil:  “Responsabilidad por riesgo” y “Obligación de seguridad”.  o Conferencia en el Curso de la Asociación de Abogados de Buenos Aires: “Incapacidad,  demencia e inhabilitación y tutela” (8 de noviembre de 1994).  o Miembro del IV Congreso Internacional de “Derecho de Daños”, Buenos Aires, abril  de 1995.  o Representante de la Facultad de Derecho y Ciencias Jurídicas de la Universidad del  Salvador en las “Jornadas Nacionales de Mal Praxis” organizadas por la Facultad de  Medicina de la Universidad de Buenos Aires, 1995.  o Panelista sobre el tema: “El derecho a la identidad de la persona” en las Jornadas de  Derecho  Civil   sobre  los   temas  de  las   XVI   Jornadas  Nacionales  de  Derecho   Civil  organizadas por  la  Facultad   de Derecho  de  la  Universidad Nacional  de  Lomas  de  Zamora (13 y 14 de septiembre de 1996). o Panelista sobre el tema: “Responsabilidad Profesional” en el 1.er Congreso Internacional “Ética y Responsabilidad Profesional”, Hotel Presidente (5, 6 y 7 de noviembre de 1996). o Conferencia en la Asociación de Abogados de Buenos Aires sobre el tema “Curatela. Insania”, el 3 de junio de 1997 como parte del Curso “Actualización temas de Derecho Civil”. o Miembro titular de las XVI Jornadas Nacionales de Derecho Civil celebradas en la UCA Buenos Aires, septiembre de 1977. Autor de una ponencia en la Comisión N° 1: “Identidad personal”

## Biografía
Se graduó de abogado en la Universidad de Buenos Aires en 1965. Ejerce como particular desde 1966 y nunca trabajó como Juez.

## Carrera
Se desempeña como Titular de Cátedra de Derecho Privado en la UBA, profesor en la Universidad Nacional de Córdoba, la Universidad Abierta Interamericana y la Universidad del Salvador.
En 2012 participó de la Comisión de Reforma del Código Civil y Comercial de la Nación. Por ello fue reconocido Personalidad destacada por la Legislatura de la Ciudad de Buenos Aires.
Es miembro de la Academia Nacional de Derecho y Ciencias Sociales de Buenos Aires siendo un directivo de alta jerarquía y la Academia Peruana de Derecho.

## Obras[2]
- Fin de la existencia de las Personas Físicas (1988)
- La Inhabilitación en el Derecho Civil (1992)
- Reformas al Código Civil (1996)
- Estudios de la Parte General del Derecho Civil (2006)
- Código Civil y Comercial de la Nación Comentado (2015)